# Mimoyecques
Niektóre z zamieszczonych tu informacji wymagają weryfikacji.
Dokładniejsze informacje o tym, co należy poprawić, być może znajdują się w dyskusji tego artykułu.
 Po wyeliminowaniu niedoskonałości należy usunąć szablon [[Szablon:Dopracować|]] z tego artykułu.

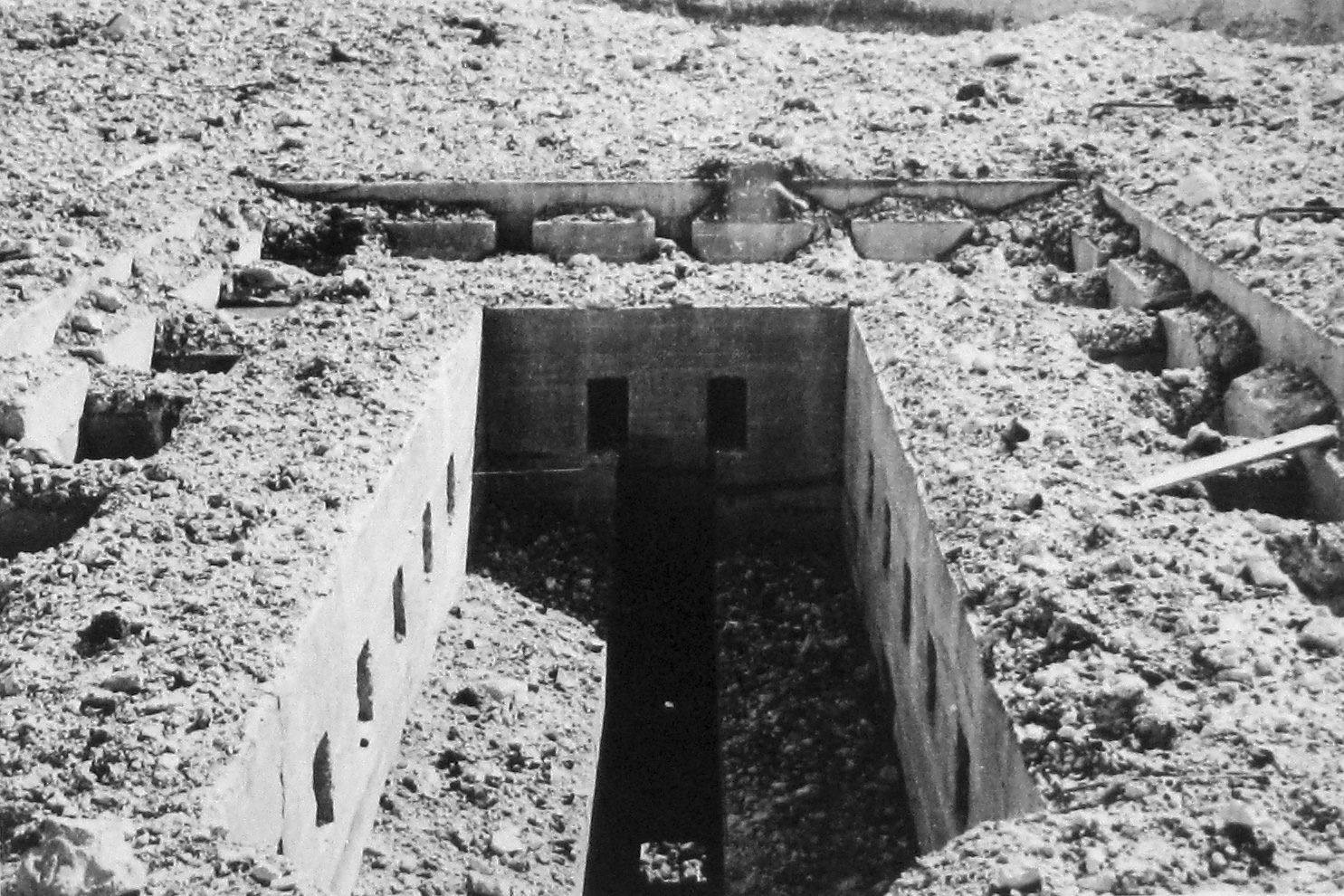
Mimoyecques

Mimoyecques – miejscowość na północy Francji, w departamencie Pas-de-Calais w pobliżu miasta Calais, kilka kilometrów na północny wschód od Marquise.
W czasie II wojny światowej Niemcy umiejscowili tam bunkry, w których powstawały prototypy V3. Za sprawą niewolniczej pracy robotników przymusowych pochodzenia głównie francuskiego, ale i wschodnioeuropejskiego, umieszczono tam około 15 dział dalekiego zasięgu w 3 szybach o głębokości ok. 140 metrów, które miały miotać pociski w stronę Londynu oraz hrabstwa Kent w Anglii. Pracowało tam wielu naukowców pochodzenia żydowskiego, których to Hitler postanowił pozostawić przy życiu jako "bardziej przydatnych" do celów naukowych przy pracach badawczych nad projektami "Kolumbiada" i "Schlanke Berta". Te pierwsze, miały być działami zdolnymi miotać pociski na wysokość orbity okołoziemskiej i stamtąd za pośrednictwem silnika rakietowego miały być nakierowywane na dowolny cel na ziemi. Mogły one przenosić ładunki niekonwencjonalne, nad którymi pracowano na Dolnym Śląsku m.in. promieniotwórczy pluton i rudę uranu, zdolne zanieczyścić ogromny obszar na kilka lat, a to z racji ich stosunkowo długiego okresu rozkładu. Te drugie o kalibrze 310 mm także o napędzie wspomaganym rakietowo posiadały dużo większy zasięg kontynentalny i zdolne były zamienić w ruinę Londyn w przeciągu kilku tygodni. Prace nad nimi prowadzono także na Dolnym Śląsku.
W listopadzie 1943 roku RAF rozpoczął bombardowania obszaru Mimoyecques, trwało to do sierpnia 1944 roku. W lipcu 1944 siedem zrzucanych przez RAF bomb Tallboy o masie 5,5 tony każda zniszczyło jeden z szybów, w których Niemcy, wiedząc o nalocie, zgromadzili 800 przymusowych pracowników. Według źródeł nikt nie przeżył. Była wśród nich żona jednego z agentów brytyjskiego wywiadu, który podał ten właśnie cel jako priorytetowy dla bombardowań, z uwagi na jego strategiczne znaczenia dla toku II wojny światowej.